# Down-Syndrom

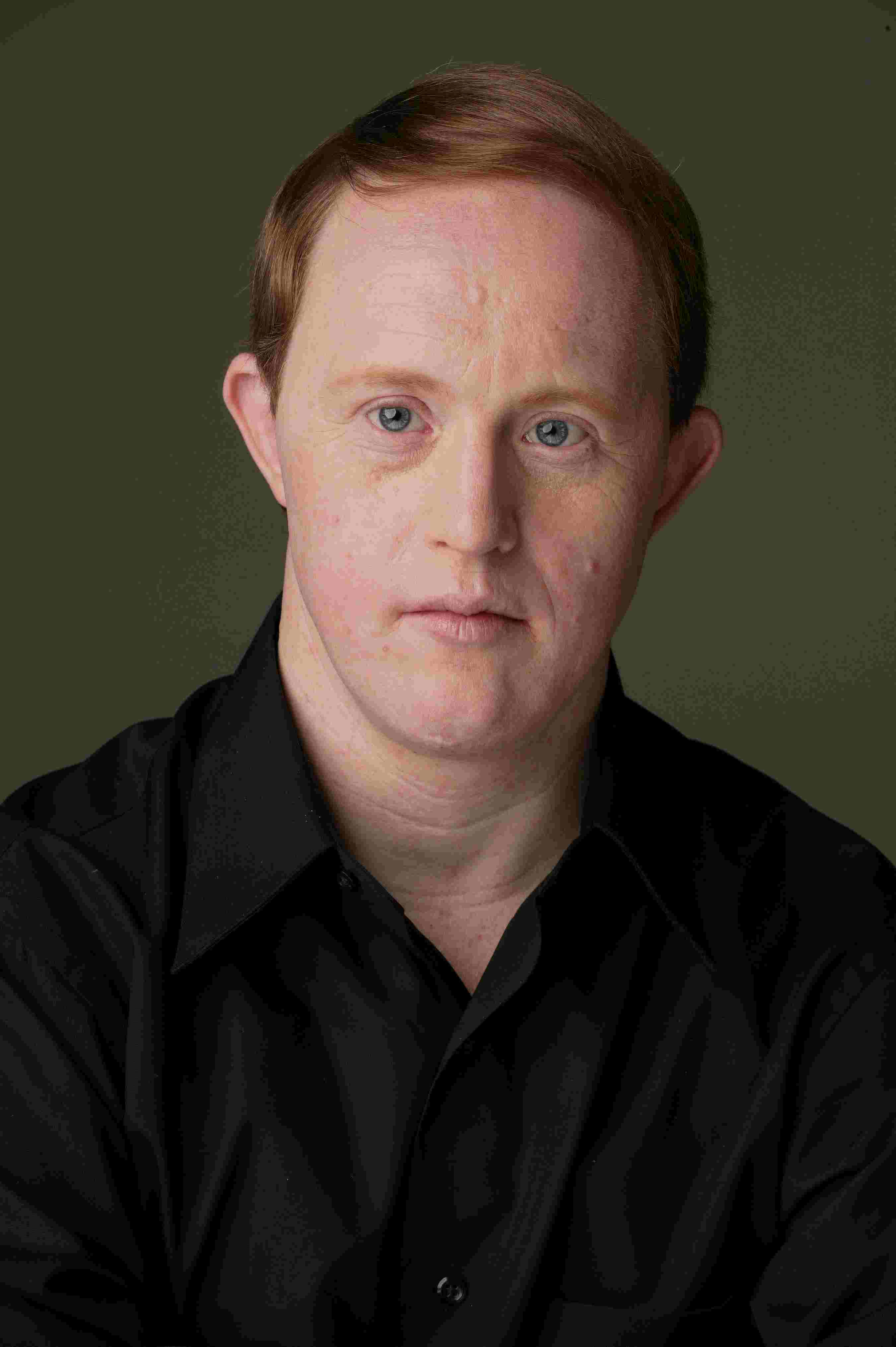
Der Schauspieler Chris Burke im Alter von 42 Jahren, der eine leichte Form der Trisomie 21 (Mosaizismus) aufweist

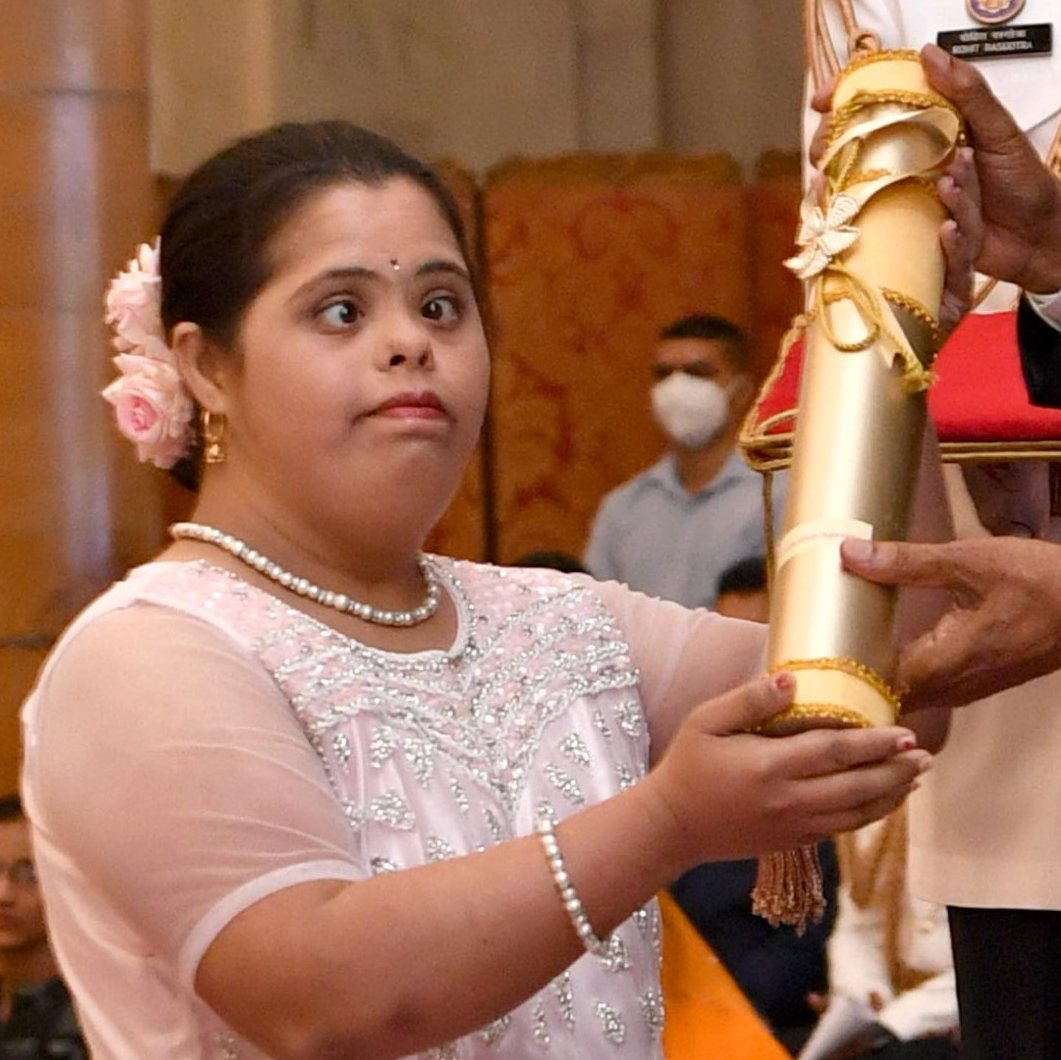
Die Tänzerin Saylee Nandkishor Agavane.

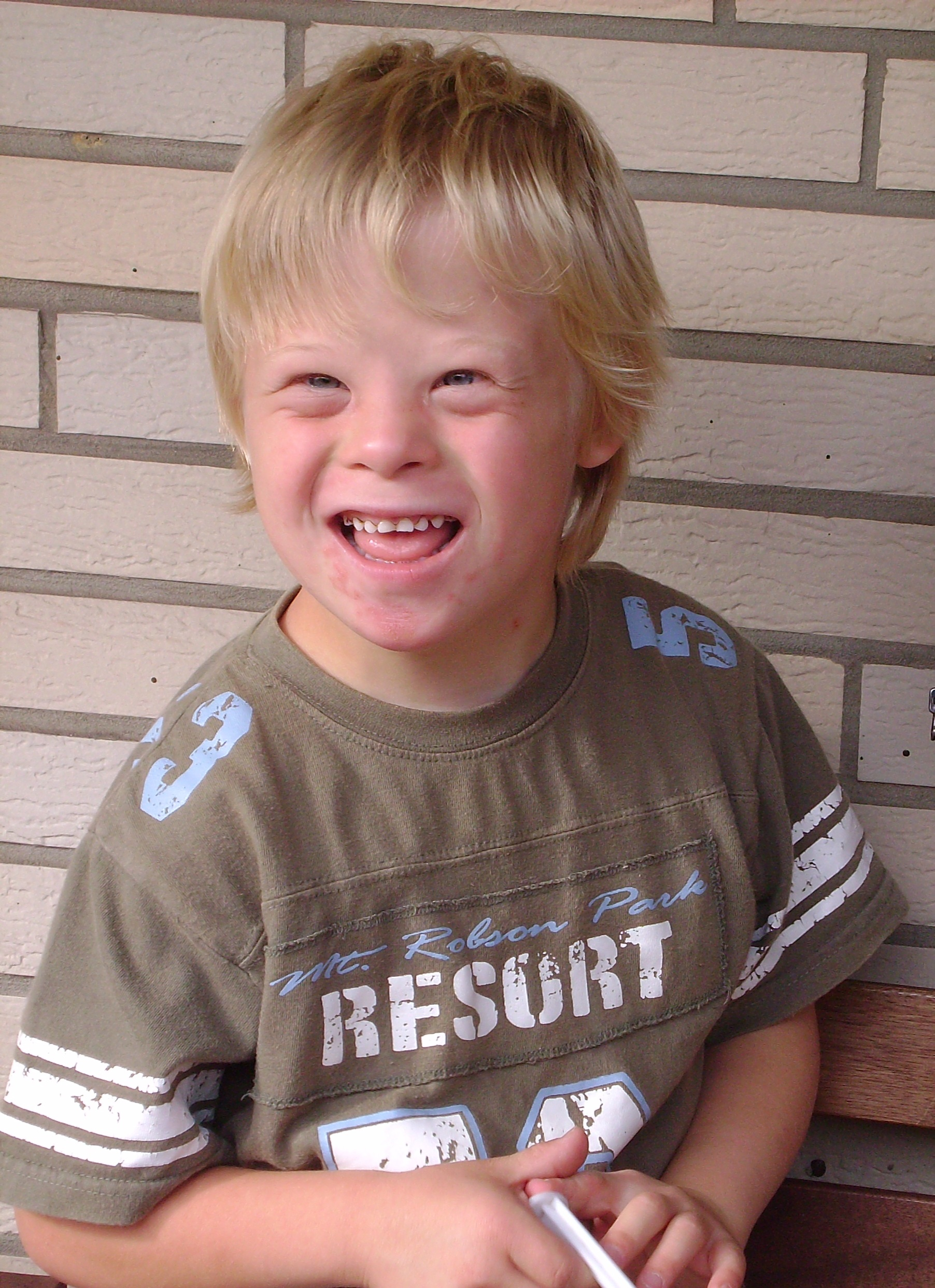
Achtjähriger Junge mit Trisomie 21

Das Down-Syndrom ist eine Chromosomenanomalie, die sich in einer Kombination geistiger Behinderung und körperlicher Fehlbildungen in unterschiedlicher Ausprägung und Stärke zeigt. Die Ursache liegt in einer Besonderheit an den Erbanlagen des betroffenen Menschen, bei dem das Chromosom 21 oder Teile davon dreifach statt doppelt vorhanden sind. Diese Chromosomenstörung wird deshalb Trisomie 21 (von altgriechisch τρία tría, deutsch ‚drei, dreierlei‘ und σῶμα sôma, deutsch ‚Körper‘; hier: Chromosomenkörper Nr. 21, als Träger der Erbinformationen) genannt.
Verdreifachungen von Chromosomen können entstehen, wenn die Zellteilung so verläuft, dass statt eines Chromosoms zwei Chromosomen der gleichen Nummer in die Keimzelle gelangen. Die befruchtete Eizelle weist dann insgesamt drei Chromosomen auf: Je eins von Mutter und Vater und ein zusätzliches entweder von der Mutter oder dem Vater.
Die Verdreifachung des entsprechenden Erbgutes geschieht meist durch eine Fehlsegregation, das fehlende Auseinanderweichen der Chromosomen während der Meiose. Die verschiedenen Formen der Trisomie 21 entstehen entweder spontan oder können vererbt werden, wenn die Mutter selbst das Down-Syndrom hat. Eine Translokations-Trisomie durch Chromosomenverlagerung kann allerdings familiär gehäuft vorkommen, sofern ein Elternteil vorbelastet ist, demnach eine balancierte Translokation eines 21. Chromosoms bei einem Elternteil ohne die Symptome eines Down-Syndroms vorliegt.
Mit zunehmendem Alter der Mutter vor allem ab dem 35. Lebensjahr steigt die Wahrscheinlichkeit einer Trisomie 21 des Kindes. Menschen mit Down-Syndrom haben in der Regel typische körperliche Merkmale und sind meist in ihren kognitiven Fähigkeiten beeinträchtigt.  Eine eindeutige pränatale Diagnose ist durch eine Untersuchung der fötalen Chromosomen möglich, die durch Amniozentese oder Chorionzottenbiopsie, seltener durch Nabelschnurpunktion gewonnen werden. Seit 2012 können durch Bluttests bei der Mutter Spuren fötalen Erbmaterials gefunden und untersucht werden. Die dadurch mögliche Selektion durch einen Schwangerschaftsabbruch ist ethisch umstritten.

## Bezeichnung
Die Bezeichnung Down-Syndrom verweist auf den britischen Arzt und Apotheker John Langdon Down, der dieses Syndrom 1866 erstmals umfassend beschrieb. Die ursprünglich von Down gewählte Bezeichnung war englisch Mongolian idiocy (mongoloide Idiotie, wovon sich der Ausdruck Mongolismus ableitet), da er vermutete, dass das Syndrom eine Rückbildung zu einem mongolischen Volksstamm sei, wegen der beim Down-Syndrom charakteristischen Gesichtszüge und der Augenform, die an Angehörige einer asiatischen ethnischen Gruppe der Mongolen erinnert.
1965 richtete die Mongolei an die Weltgesundheitsorganisation (WHO) einen Antrag mit der Bitte, den Begriff Mongolian Idiocy und seine Ableitungen aufgrund der negativen sowie rassistischen Besetzung nicht mehr zu verwenden. Die WHO nahm diesen Antrag einstimmig an. Bereits 1961 hatte die renommierte britische Wissenschaftszeitschrift The Lancet auf die Bitte einer internationalen Gruppe von neunzehn anerkannten Genetikern die Bezeichnung in Down’s Syndrome (deutsch: Down-Syndrom) abgeändert. Die Verwendung des Begriffs Mongolismus nahm nach und nach ab und verschwand in den frühen 1980er Jahren; seitdem wurde er nur in Artikeln zur Geschichte des Syndroms verwendet. Die Bezeichnung Down-Syndrom ist am weitesten verbreitet. Trisomie 21 wird bevorzugt verwendet, wenn auf die Störung in Verbindung mit anderen Chromosomenanomalien Bezug genommen wird.

## Geschichte

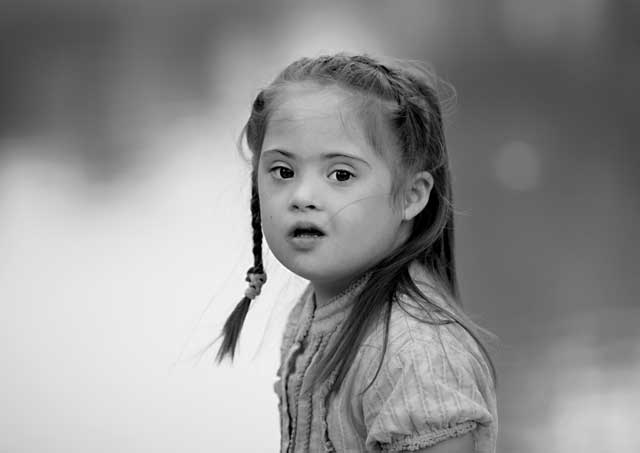
Kind mit Down-Syndrom

### Frühgeschichte
Aufgrund der Entstehungsmechanismen der Trisomie 21 geht man davon aus, dass es von jeher Menschen mit Down-Syndrom gab. Der bislang früheste Nachweis stammt aus dem Megalith-Grab Poulnabrone in Irland. An einem etwa 5500 Jahre alten Skelett eines Jungen konnte bei einer Genstudie Trisomie 21 nachgewiesen werden.
Die Tübinger Humanbiologen Alfred Czarnetzki, Nikolaus Blin und Carsten M. Pusch wiesen zudem die typischen Symptome am Skelett einer Frau nach, die vor rund 2550 Jahren bei Tauberbischofsheim im Alter von 18 bis 20 Jahren verstorben war.

### Forschung
Erstmals als Krankheitsbild erwähnt wurde das Down-Syndrom 1838 von dem Psychiater Jean Étienne Esquirol und 1846 sowie 1866 ausführlicher von dem Arzt und Pädagogen Édouard Séguin beschrieben.
Der englische Neurologe und Apotheker John Langdon Down beschrieb das nach ihm benannte Down-Syndrom 1866 zum ersten Mal wissenschaftlich als eigenständiges, von anderen Erkrankungen und Behinderungen abgrenzbares Syndrom. Erst 1959, 63 Jahre nach Langdon-Downs Tod, erkannten Marthe Gautier, Raymond Turpin und Jérôme Lejeune die genetische Ursache des Syndroms: Sie entdeckten, dass jede Zelle der betroffenen Menschen 47 statt der üblichen 46 Chromosomen besaß, also bei einem Chromosom eine Verdreifachung (Trisomie) statt einer Verdoppelung vorliegen musste. Sie konnten noch nicht feststellen, welches Chromosom verdreifacht war. Erst später wurde der Nachweis geführt, dass das 21. Chromosom betroffen ist (Trisomie 21).
Bei zwei Schimpansen – deren Chromosom 22 dem Chromosom 21 des Menschen entspricht – wurde festgestellt, dass sie aufgrund einer Trisomie 22 ähnliche Symptome entwickelten wie Menschen mit einer Trisomie 21.
1985 beschrieb die Radiologin Beryl Benacerraf (Tochter von Baruj Benacerraf) erstmalig eine verdickte Nackenfalte bei Föten in der 15. bis 20. Schwangerschaftswoche als Trisomie-Marker.

### Zeit des Nationalsozialismus

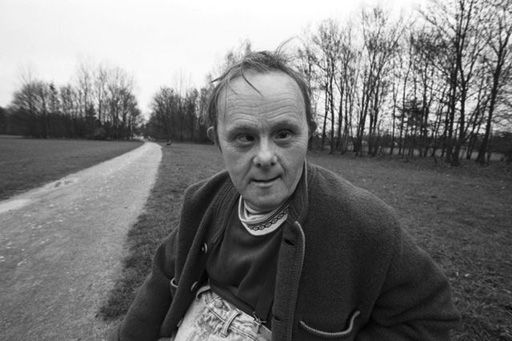
Überlebender der Krankenmorde in der Zeit des Nationalsozialismus mit Down-Syndrom: Walter Kistler

In der nationalsozialistischen Diktatur wurden Menschen mit Down-Syndrom gezielt durch
die systematischen Krankenmorde in der Zeit des Nationalsozialismus als Teil der nationalsozialistischen „Rassenhygiene“ ermordet:
- Kinder-Euthanasie, Ermordung von Kindern in Krankenhäusern in „Kinderfachabteilungen“
- Aktion T4, Erwachsenen-„Euthanasie“, Ermordung von Psychiatriepatienten und Behinderten 1940/1941 in Tötungsanstalten
- Aktion 14f13, Ermordung von KZ-Häftlingen in den Tötungsanstalten der Aktion T4
- Aktion Brandt, Ermordung von Psychiatriepatienten und Behinderten in Krankenhäusern ab 1943

## Ursachen
Trisomie 21 zählt nicht zu den Erbkrankheiten im engeren Sinne. Die Ursache für eine Trisomie 21 liegt bei 95 Prozent der Fälle in einer unüblich verlaufenden Meiose. Entweder findet eine Nichttrennung (Non-Disjunction) der homologen Chromosomen in der ersten Reifeteilung oder eine Nichttrennung der Chromatiden in der zweiten Reifeteilung der Meiose statt.
Laut Lehrmeinung hängt eine Fehlverteilung des Chromosom 21 während der Eizellbildung mit dem mütterlichen Alter sowie mit der Häufigkeit und der Verteilung von Rekombinationsereignissen zusammen. Dagegen sind äußere Ursachen wie ionisierende Strahlung umstritten. So löste 1987 der Berliner Humangenetiker Karl Sperling Kontroversen aus mit seiner These, der Reaktorunfall von Tschernobyl 1986 habe in Deutschland eine ungewöhnlich hohe Zahl von Down-Syndrom-Fällen im Folgejahr verursacht. Trotz Folgestudien und -veröffentlichungen wurde seinen Schlussfolgerungen „heftig widersprochen“, sie sind nicht als geltender Forschungsstand anerkannt.

## Formen der Trisomie 21
Es werden vier Formen der Trisomie 21 unterschieden:

Schema des Genoms bei freier Trisomie 21

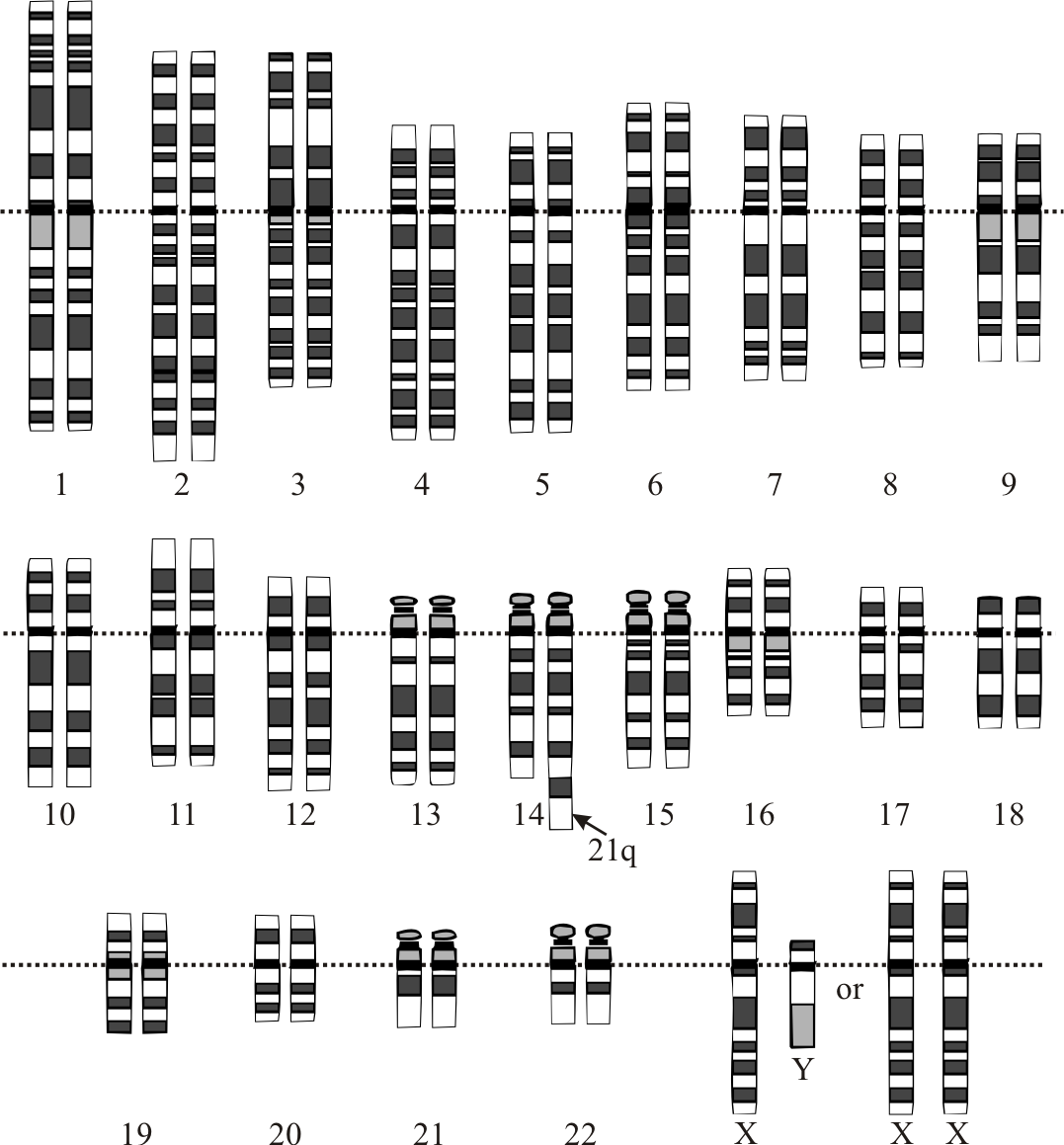
Schema des Genoms bei translozierter Trisomie 21

### Freie Trisomie 21
Die freie Trisomie 21 entsteht aufgrund meiotischer Non-Disjunction. Ungefähr 95 Prozent der Menschen mit Down-Syndrom haben diesen Typus, bei dem in allen Körperzellen das Chromosom 21 komplett dreifach vorhanden ist. Es ist jedoch prinzipiell möglich, dass eine freie Trisomie 21 diagnostiziert wird, obwohl eigentlich eine Mosaik-Trisomie 21 (s. u.) vorliegt. In der Wissenschaft geht man daher davon aus, dass lediglich etwa 70 von 100 Menschen mit Down-Syndrom die freie Trisomie 21 haben und ein deutlich höherer Anteil die Mosaik-Form hat, diese jedoch vielfach bei Chromosomenuntersuchungen nicht als solche erkannt, sondern als freie Trisomie 21 diagnostiziert wird. Der Karyotyp der freien Trisomie 21 lautet: 47,XX+21 bzw. 47,XY+21.

### Translokations-Trisomie 21
Drei bis vier Prozent der Menschen mit Down-Syndrom haben diesen Typus, bei dem in allen Körperzellen das Chromosom 21 komplett dreifach vorhanden ist, eines der Chromosomen 21 sich jedoch an ein anderes Chromosom angelagert hat. Oft an eines der Nummern 13, 14, 15 oder 22, selten auch an eines mit der Nummer 21. Eine Chromosomenverlagerung wird in der Genetik als Translokation bezeichnet. Der Karyotyp einer Translokations-Trisomie 21 lautet zum Beispiel: 46,XX,t(21;14) bzw. 46,XY,t(21;14).

### Mosaik-Trisomie 21
Die Mosaik-Trisomie 21 entsteht durch mitotische Non-Disjunction. Ein bis zwei Prozent der Menschen mit Down-Syndrom haben diesen Typus, bei dem nicht in allen Körperzellen das Chromosom 21 dreifach vorhanden ist, sondern gleichzeitig eine Zelllinie mit dem üblichen Chromosomensatz existiert. Das parallele Vorliegen mehrerer Zelllinien wird in der Genetik als Mosaik bezeichnet. Die Mosaik-Trisomie 21 entsteht erst nach der ersten Zellteilung einer befruchteten Eizelle. Aufgrund des Vorliegens zweier verschiedener Zelllinien kann es prinzipiell vorkommen, dass bei einer Chromosomenanalyse ausschließlich Proben mit einem trisomen Chromosomensatz untersucht werden, aufgrund dessen dann eine freie Trisomie 21 (siehe oben) diagnostiziert werden würde, obgleich eine Mosaik-Trisomie 21 vorliegt. Einige Wissenschaftler gehen daher davon aus, dass schätzungsweise etwa 30 von 100 Menschen mit Down-Syndrom die Mosaik-Form haben, diese jedoch vielfach nicht als solche erkannt, sondern als freie Trisomie 21 diagnostiziert wird. Zum Teil sind bei Menschen mit der Mosaik-Trisomie 21 Merkmale des Syndroms in Abhängigkeit vom Anteil der disomen Zellen weniger stark ausgeprägt, wobei dies nicht zu verallgemeinern, sondern stets im Einzelfall zu betrachten ist. Der Karyotyp der Mosaik-Trisomie 21 lautet: 46,XX/47,XX+21 bzw. 46,XY/47,XY+21.

### Partielle Trisomie 21
Dieser Typus ist äußerst selten, weltweit sind nur wenige hundert Fälle bekannt. Bei Menschen mit partieller (= teilweiser, anteiliger) Trisomie 21 liegen die Chromosomen 21 zwar wie üblich zweifach in allen Körperzellen vor, allerdings ist ein Teil eines der beiden Chromosomen 21 verdoppelt, wodurch eines der Chromosomen 21 etwas länger ist als das andere. Die Erbinformationen in diesem Abschnitt liegen somit dreifach vor. Die partielle Trisomie 21 spielt für die Forschung eine wichtige Rolle. Es wird untersucht, in welchem Zusammenhang die Trisomie bestimmter Abschnitte und Gene auf einem Chromosom 21 mit der Ausprägung von als syndromtypisch geltenden Merkmalen steht, denn meist sind bei Menschen mit der partiellen Trisomie 21 Merkmale des Syndroms in Abhängigkeit vom jeweils trisomen Chromosomenabschnitt weniger stark ausgeprägt, wobei dies nicht zu verallgemeinern, sondern stets im Einzelfall zu betrachten ist. Der Karyotyp einer partiellen Trisomie 21 lautet z. B.: 46,XXder(21)(q23.2;q22.11) bzw. 46,XYder(21)(q23.2;q22.11)

## Häufigkeit
Das Down-Syndrom ist die weltweit häufigste Form der Trisomie und tritt durchschnittlich bei einem von 800 Kindern auf.
In Deutschland leben etwa 30.000 bis 50.000 Menschen mit Trisomie 21.
Die Trisomie 21 ist die bei Neugeborenen häufigste Chromosomenaberration.

### Inzidenz

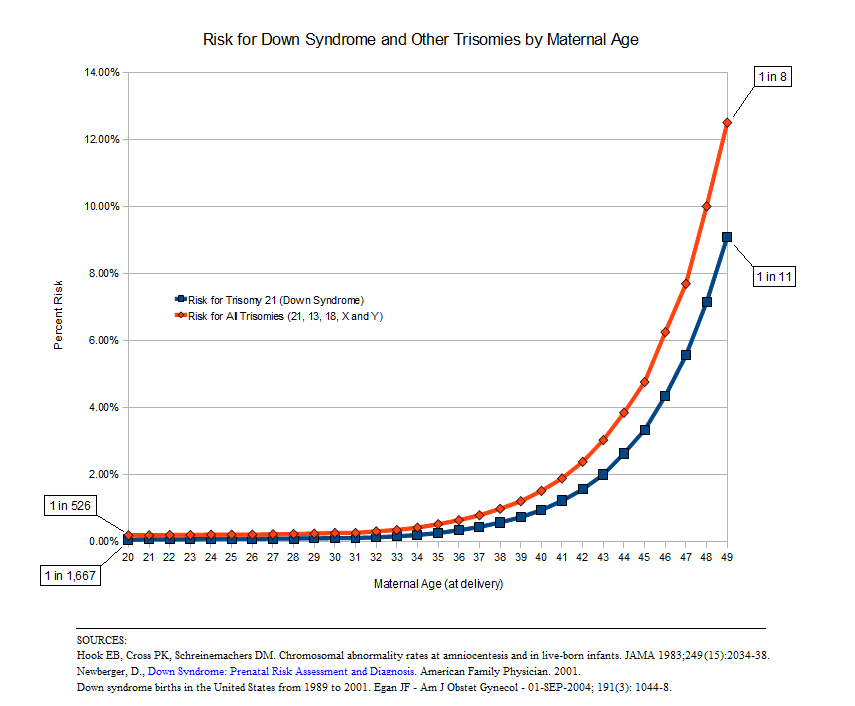
Einfluss des Alters der Mutter auf die Wahrscheinlichkeit der Entstehung von Trisomie 21 (blau) und aller möglichen Trisomieformen (orange) beim Kind (aus unterschiedlichen Quellen zusammengesetzt)

Statistische Erhebungen zeigen, dass die Wahrscheinlichkeit, ein Kind mit Trisomie 21 zu bekommen, mit dem Alter der Mutter exponentiell ansteigt: Im Alter von 25 Jahren liegt sie bei weniger als 0,1 Prozent, im Alter von 35 Jahren bei 0,3 Prozent, im Alter von 40 Jahren bei einem Prozent und im Alter von 48 Jahren bei neun Prozent. Dies ist wahrscheinlich auf das Altern der pränatal gebildeten Eizellen der Frau zurückzuführen, was mit immer häufigerem Auftreten von Fehlern bei der Meiose einhergeht.
In Abhängigkeit von der mütterlichen Altersverteilung in einer Bevölkerung liegt die durchschnittliche Häufigkeit (Prävalenz) bei 0,125 bis 0,2 Prozent, also zwischen etwa 1:500 bis 1:800. In Deutschland lag der Anteil zu erwartender Kinder mit einem Down-Syndrom im Jahr 2006 bei etwa 1:500, also bei 0,2 Prozent.

### Zusammenhang von Alter, Diagnose und Schwangerschaftsabbruch
Die mit steigendem Alter beider Elternteile stark zunehmende Prävalenz für die Entstehung von Trisomien beim Kind spiegelt sich in der westlichen Hemisphäre in der Zahl der tatsächlich geborenen Kinder mit Trisomie 21 nicht im entsprechenden Maße wider. Dies liegt darin begründet, dass ältere Mütter deutlich häufiger eine Pränataldiagnose in Anspruch nehmen. Wird dabei eine hohe Wahrscheinlichkeit für Trisomie 21 festgestellt, entscheidet sich die Mutter in den meisten Fällen zum Abbruch der Schwangerschaft.
Eine statistische Erhebung in den Jahren 1992 bis 1996 zeigte, dass von den Kindern mit Trisomie 21 in der Altersgruppe der 25- bis 29-jährigen Mütter etwa ein Viertel und in der Altersgruppe der 30- bis 34-jährigen etwa ein Drittel bereits pränatal erfasst wurden. Nach Diagnosestellung und Beratung trugen 94,5 Prozent der Mütter ihr Kind nicht aus.
Eine andere Studie aus der Zeit von 1988 bis 1997 registrierte eine pränatale Erkennungsrate von insgesamt 53 Prozent. In der Gesamtgruppe waren lediglich 23 Prozent der Mütter 35 Jahre oder älter (wobei bei 77 Prozent von ihnen nicht mit einer erhöhten Wahrscheinlichkeit für eine Trisomie 21 beim Kind gerechnet werden musste). Nach der pränatalen Diagnose trugen 90 Prozent der Mütter ihr Kind nicht aus.
Im Sommer 2012 kam ein neuer nichtinvasiver pränataler Test auf Down-Syndrom auf den Markt. Der Humangenetiker Wolfram Henn sieht auf werdende Mütter einen erheblichen Druck zukommen: „Zum einen wird das Down-Syndrom noch mehr zur Zielscheibe vorgeburtlicher Suchstrategie, was die Akzeptanz geborener Menschen mit Down-Syndrom infrage stellt. Zum anderen erhöht sich der Druck, Pränataldiagnostik mit der Option eines Schwangerschaftsabbruchs in Anspruch zu nehmen. Es fällt immer schwerer, sich aus persönlichen, auch religiösen Gründen vorbehaltlos zu seinem werdenden Kind zu bekennen.“
In vielen europäischen Ländern werden wegen der Schwangerschaftsabbrüche kaum noch Kinder mit Down-Syndrom geboren.

### Androtropie
Jungen sind häufiger betroffen als Mädchen (Androtropie): Dittmann ermittelte einen Wert von 53:47, Wilken beobachtete ein Verhältnis von 57,2:42,9 (1974) und 54:46 (2000). Bislang ist nicht geklärt, wodurch dieses Ungleichgewicht zustande kommt.

### Zusammenhang mit Mehrlingsschwangerschaften
Neben einer familiären Disposition für Mehrlingsschwangerschaften steigt die Wahrscheinlichkeit, Zwillinge oder höhergradige Mehrlinge zu bekommen, mit zunehmendem Alter der Mutter an. Darüber hinaus nehmen Hormonbehandlung und reproduktionstechnische Maßnahmen zur Erhöhung der Fruchtbarkeit zu; auch hier steigt die Wahrscheinlichkeit für Mehrlinge. Die Verbindung dieser Entwicklungen mit der natürlichen Erhöhung der Wahrscheinlichkeit für ein Down-Syndrom bei fortgeschrittenem Alter der Kindsmutter bedingt, dass die Rate der Geburten von Kindern mit Trisomie 21 in Mehrlingskonstellationen ebenfalls ansteigt. Im National Down Syndrome Cytogenetic Register in Großbritannien waren im Jahr 2003 insgesamt 244 Zwillingspaare registriert; bei 29 Paaren von ihnen (11,8 Prozent) hatten beide Kinder Trisomie 21 (ein Paar davon war zweieiig: Mädchen/Junge). Darüber hinaus sind neun Drillinge bekannt gewesen, von denen jeweils ein Kind das Zusatzchromosom 21 hatte.

## Diagnose
Die Diagnose Freie Trisomie 21 durch meiotische Non-Disjunction wird in der ICD-10 mit dem Code Q90.0 angegeben, die Mosaik-Trisomie 21 durch mitotische Non-Disjunction mit Q90.1, die Translokations-Trisomie 21 mit Q90.2 und der Code Q90.9 steht für die nicht genauer bezeichnete Diagnose einer Trisomie 21. Die Kennziffer O35.1 wird bei der Betreuung einer werdenden Mutter angegeben, die ein Kind mit Down-Syndrom erwartet.

### Merkmale vor der Geburt (pränatal)

#### Untersuchung des Erbmaterials
Eine eindeutige Diagnose ist nach heutigem Forschungsstand ausschließlich durch eine Untersuchung der Chromosomen selbst möglich, die herkömmlicherweise durch Amniozentese oder Chorionzottenbiopsie, seltener durch Nabelschnurpunktion (Chordozentese) gewonnen werden. Dabei handelt es sich um invasive Eingriffe, die mit einem jeweils unterschiedlich hohen Risiko für eingriffsbedingte Fehlgeburten verbunden sind.
Seit 2012 sind in zahlreichen Ländern neuartige, nicht-invasive Testverfahren zugelassen worden, die das Blut der Mutter auf Spuren des fötalen Erbmaterials untersuchen und mittlerweile auf die Trisonomien 21, 18 und 13 ansprechen. Forschern der Stanford University in Kalifornien war es nach eigenen Angaben 2008 gelungen, zellfreie DNA-Bruchstücke der Mutter und des Fetus aus dem mütterlichen Blut zu vervielfältigen und sie mengenmäßig den 46 menschlichen Chromosomen zuzuordnen. Stammen die Blutproben von Schwangeren, deren Feten eine Trisomie aufweisen, so ist die DNA deren jeweils zusätzlichen Chromosoms mengenmäßig stärker im mütterlichen Blut repräsentiert als bei nicht betroffenen Schwangerschaften. Diese höhere Präsenz konnte durch die neuartige Methode für verschiedene Chromosomenabweichungen – einschließlich der Trisomie 21 – nachgewiesen werden. Früh wurde diskutiert, ob solche nicht-invasiven Methoden der Pränataldiagnostik andere Methoden invasiver Art (Amniozentese, Chorionzottenbiopsie) in wenigen Jahren ablösen oder zumindest die Häufigkeit invasiver Verfahren stark einschränken werden.
Ende 2014 sprach ein Anbieter von inzwischen ca. 10.000 durchgeführten Tests seiner Firma, davon etwa die Hälfte an deutschen Frauen. Im Mai 2015 berichtete eine Schweizer Zeitung von bislang 4500 Tests an Schweizerinnen sowie der erstmaligen Übernahme der Kosten durch eine Krankenkasse.
Die nicht-invasiven Verfahren haben nach Herstellerangaben eine sehr geringe Fehlerquote; dennoch empfehlen Pränataldiagnostiker, eine positive Diagnose durch eines der herkömmlichen, invasiven Verfahren abzusichern.
Die Zulassung nicht-invasiver Verfahren wurde und wird unter ethischen Aspekten stark kritisiert. Behindertenvertreter fordern ein Verbot der Tests, weil sie die Hemmschwelle für entsprechende Untersuchungen und den nachfolgenden Schwangerschaftsabbruch entsprechender Föten senkten und ihrer Meinung nach letztlich gegen das Recht auf Leben behinderter Menschen verstießen; außerdem werde so der Weg für weitere Gentests am Fötus und zum „Designer-Baby“ bereitet. Befürworter verweisen demgegenüber auf ca. 98 % unauffälliger Testergebnisse – in diesen Fällen vermeide der Test die mit invasiven Methoden verbundenen Risiken für Fötus und Mutter. Empfehlungen der Hersteller, die Tests für ein vorgeburtliches Trisomie-Screening bei Schwangeren aller Altersgruppen zu nutzen, haben die ethische Debatte befeuert, auch bezüglich der Frage, ob eine Finanzierung der Tests durch die gesetzliche Krankenversicherung erfolgen solle. Der Kinderarzt Holm Schneider formulierte, er halte es „nicht für einen Fortschritt, Kinder mittels nicht-invasiver Verfahren ‚rechtzeitig‘ und ‚ohne Risiko‘ selektieren zu können, sondern für einen Rückschritt, für die Gegenströmung zu den Bemühungen um Inklusion vielerorts“. Seit 1. Juli 2022 übernehmen in Deutschland die Krankenkassen die Finanzierung nicht-invasiver Verfahren.

#### Untersuchung anderer Hinweise
Im Zuge der sich stetig entwickelnden Möglichkeiten vorgeburtlicher Untersuchungen (Pränataldiagnostik) sind mit der Zeit einige Besonderheiten dokumentiert worden, die vergleichsweise häufig bei Babys mit Trisomie 21 festgestellt werden und mitunter mittels Ultraschall- oder Blutuntersuchungen zu erkennen sind. Bei keinem Baby mit Down-Syndrom treten alle diese Besonderheiten auf; bei den meisten Babys finden sich vorgeburtlich nur ca. ein bis drei Merkmale, und bei manchen finden sich keine, die ausgeprägt genug wären, als Hinweiszeichen eingestuft zu werden. Manche der Besonderheiten sind darüber hinaus vorgeburtlich vergleichsweise schwer zu erkennen bzw. in ihrer Bedeutung zu bewerten.
Keines der Hinweiszeichen genügt, um das Down-Syndrom zu diagnostizieren, auch dann nicht, wenn mehrere dieser Besonderheiten gleichzeitig auftreten. Lediglich die Wahrscheinlichkeit für ein Vorliegen des Down-Syndroms beim Baby erhöht sich. Zu den Hinweiszeichen zählen zum Beispiel:
- Herzfehler (Vitien)
- ein vergleichsweise kleines Baby (Wachstumsstörungen, oft bedingt durch Herzfehler)
- ein vergleichsweise kleiner Kopf (Mikrozephalie/Babys mit Down-Syndrom haben einen durchschnittlich drei Prozent kleineren Kopf als Regelbabys, ihr Gehirn ist kleiner und eher kugelig geformt)
- ein vergleichsweise großer Augenabstand (Hypertelorismus)
- ein vergleichsweise kurzer Oberschenkelknochen (Femur)
- ein vergleichsweise kurzer Oberarmknochen (Humerus)
- Sandalenlücke/Sandalenfurche (ein vergrößerter Abstand zwischen der ersten und zweiten Zehe)
- ein unterentwickeltes (hypoplastisches) Nasenbein (Stupsnase, allerdings kein signifikanter Marker, da unter anderem auch von ethnischer Herkunft abhängig)
- ein unterentwickeltes (hypoplastisches) oder fehlendes (aplastisches) Mittelglied (Mittelphalanx) des fünften Fingers
- leichte Biegung des jeweils fünften Fingers in Richtung Ringfinger (Kamptodaktylie) bei gleichzeitiger Verkürzung von Sehnen und Sehnenscheiden, die eine vollständige Streckung der jeweiligen Finger nicht möglich machen (Klinodaktylie)
- ein Darmverschluss (Duodenalatresie / Double-Bubble-Phänomen)[26]
- echogene Darmschlingen (echogen bedeutet, dass ein Organ, ein Gewebe oder eine Struktur im Ultraschallbild hell erscheint)
- eine große Fruchtwassermenge (Polyhydramnion/manche Babys mit Down-Syndrom trinken kein bzw. nur recht wenig Fruchtwasser)
- White Spots (Golfballphänomen, echogener Focus/punktförmige, weiße Verdichtungen in einer der großen Herzkammern, den sogenannten Ventrikeln)
- bestimmte Hormonkonzentrationen im Blut der Schwangeren (die Hormonwerte für AFP und E3 sind manchmal vermindert, für β-hCG dagegen erhöht/siehe: Triple-Test)
- eine auffallend große Flüssigkeitsansammlung in Nackenbereich bei ca. 25 von 100 Babys (große Nackentransparenz/Nackenödem von durchschnittlich fünf Millimeter Dicke, manchmal auch Hygroma colli, seltener Hydrops fetalis)
- eine leichte Erweiterung des Nierenbeckenkelchsystems (Pyelectasie/Grenzwert von mehr als drei bzw. vier Millimeter Durchmesser, je nach Schwangerschaftswoche)

### Merkmale nach der Geburt (postnatal)
Nach der Geburt sind bei den meisten Babys mit Down-Syndrom verschiedene körperliche Merkmale zu finden, die eine sogenannte Verdachtsdiagnose möglich machen. Hierzu zählen z. B.:
- Brushfield-Spots (weiße, hellgraue oder hellgelbe Sprenkel an der Außenseite der Regenbogenhaut der Augen)
- eine kleine sichelförmige Hautfalte an den inneren Augenwinkeln (Epikanthus medialis)
- dritte Fontanelle (bei einigen neugeborenen Kindern findet sich neben dem üblichen noch nicht vollständig verknöcherten Bereich am Kopf eine zusätzliche dritte Fontanelle auf der Naht zwischen großer und kleiner Fontanelle)
- nach oben außen hin geschrägte Lidachsen (geben den Augen ein etwas mandelförmiges Aussehen)
- Muskelhypotonie (die Muskelspannung ist anfangs deutlich vermindert, die meisten Babys haben Schwierigkeiten beim Saugen, ermüden leichter, schreien weniger und sind leiser als Babys ohne Down-Syndrom und haben oft ihre Zunge ein Stückchen aus dem Mund hervorstehen)
- Sandalenlücke/Sandalenfurche (ein vergrößerter Abstand zwischen der ersten und zweiten Zehe)
- Vierfingerfurche (bei ca. 75 von 100 Kindern)

Zu den innerorganischen Besonderheiten, die bei vielen Babys mit Down-Syndrom auftreten, zählen:
- Herzfehler bei 40 bis 60 Prozent der Neugeborenen; am häufigsten kommt der Atriumseptumdefekt (ASD) und der Atrio-ventrikuläre Septumdefekt (AV-Kanal) vor; in der Regel operativ korrigierbar
- Darmverschlüsse oder -verengungen bei rund zwölf Prozent der Neugeborenen; operativ korrigierbar
- Hirschsprung-Erkrankung/Morbus Hirschsprung bei rund zwölf Prozent der Neugeborenen; operativ korrigierbar

Nachgeburtlich fallen bei den meisten Kindern charakteristische körperliche Merkmale des Syndroms auf, sodass häufig die Blickdiagnose dazu führt, dass eine Chromosomenanalyse zur Absicherung der Vermutung durchgeführt wird. Dazu werden Lymphozyten des Blutes des Kindes auf das Vorliegen des zusätzlichen Chromosomenmaterials hin untersucht. Bestehen danach noch Zweifel, wird die Untersuchung mit Material aus Hautfibroblasten vorgenommen. Während die Diagnostik der Translokations-Trisomie 21 in der Regel eindeutig gelingt, kann es, wie bereits erwähnt, vorkommen, dass eine Mosaik-Trisomie 21 als freie Trisomie 21 diagnostiziert wird. Für die Diagnostik der partiellen Trisomie 21 ist eine Locus-Sonde nötig.

## Weitere Symptome und Verlauf

### Sensomotorik
Trisomie 21 führt beim Menschen zumeist zu einer geistigen Behinderung, deren Ausprägungsgrad individuell verschieden, aber besonders bei kompetenter Umwelt (Forderung und Förderung) häufig dem Spektrum einer leichten geistigen Behinderung zuzuordnen ist. Es können jedoch auch schwerwiegende Beeinträchtigungen im sensorischen und/oder körperlichen Bereich hinzukommen, wie z. B. eine Autismus-Spektrum-Störung (ASS).

### Sensorik
Vielfach können Beeinträchtigungen in der sensorischen Peripherie festgestellt werden: Etwa 57 von 100 Menschen mit Down-Syndrom sind schwerhörig. Häufig handelt es sich um Mittelohrschwerhörigkeit oder eine sensorineurale Schwerhörigkeit; oft verursacht durch enge Gehörgänge oder Flüssigkeitsansammlungen im Mittelohr (Paukenergüsse). Die Störungen können durch Hörgeräte oder Paukenröhrchen behoben werden. Bei 7 von 10 liegen Sehstörungen vor (beispielsweise Schielen, Kurz-/Weitsichtigkeit, Keratokonus (bis zu 15 %) oder Linsentrübungen). Veränderungen in der Hirnrinde lassen außerdem darauf schließen, dass die Körperselbstwahrnehmung und die Bewegungswahrnehmung gestört sind, was häufig eine Ergotherapie notwendig macht.

### Körperliche Auffälligkeiten

#### Organfehlbildungen und chronische Störungen von Körperfunktionen
Oftmals zeigen Menschen mit Trisomie 21 auch körperliche Auffälligkeiten: Chronische Atemwegserkrankungen sind z. B. aufgrund zumeist engerer Atemwege und eines schwächeren Immunsystems häufiger, ebenso Zöliakie und Funktionsstörungen der Schilddrüse (überwiegend Unterfunktion). Ca. 40 bis 60 Prozent kommen mit einem angeborenen Herzfehler zur Welt, wobei der Atriumseptumdefekt (ASD) und der Atrio-ventrikuläre Septumdefekt (AVSD) am häufigsten vorkommen.
Eine Skoliose tritt in etwa 10 % der Betroffenen auf, welche in etwa 21 % einer operativen Korrektur bedarf.

#### Häufigkeit und Verlauf von Infektionskrankheiten
Nicht nur chronische, sondern auch akute Atemwegserkrankungen treten bei Menschen mit Down-Syndrom gehäuft auf.
Im Zusammenhang mit der COVID-19-Pandemie beruhigt das „Institut für Ehe und Familie“, eine Einrichtung der Österreichischen Bischofskonferenz, besorgte Eltern von Kindern mit Down-Syndrom: Es gebe keine „besonderen Risiken für Menschen mit Down-Syndrom“. Es bestehe nur die Gefahr, dass „die Infektabwehr und immunologische Antwort auf Infektionen […] im Vergleich zur Allgemeinbevölkerung etwas schwächer ausfallen“ könnten. Als Folge davon könne es bei Kindern mit Down-Syndrom länger dauern, bis sie eine Infektion überwunden haben. Auf jeden Fall gelte das Vorliegen eines Down-Syndroms, für sich betrachtet, nicht als „Vorerkrankung“.
Das Robert Koch-Institut gibt jedoch zu bedenken, dass auch Kinder mit einem angeborenen Herzfehler, einer Immunschwäche, mit Asthma oder Diabetes generell als „vorerkrankt“ eingestuft und den Risikogruppen zugerechnet würden. Kinder mit Down-Syndrom, die diese Vorerkrankungen aufweisen, gelten demnach in Deutschland als „vulnerabel“ (d. h. sind einem erhöhten Risiko ausgesetzt, dass eine SARS-CoV-2-Infektion bei ihnen schwer verläuft). In vielen Ländern der Bundesrepublik Deutschland sind „vulnerable“ Schüler in der Zeit der COVID-19-Pandemie nicht verpflichtet, am Präsenzunterricht ihrer Schule teilzunehmen.
Bezogen auf die Gesamtgruppe (auch erwachsener) Menschen mit Down-Syndrom bekennt eine Gruppe US-amerikanischer Forscher: „Ob das Down-Syndrom an sich das Risiko eines schweren Verlaufs [einer Infektion mit dem Virus SARS-CoV-2] erhöht, ist nicht bekannt.“

#### Anfälligkeit für Krebserkrankungen
Leukämien im Kindesalter kommen bei Menschen mit Trisomie 21 relativ häufig vor (siehe unten).

#### Häufigkeit alter(n)stypischer Erkrankungen
Bis zum 40. Lebensjahr entwickeln fast alle Menschen mit Trisomie 21 diagnostische Zeichen der Alzheimer-Krankheit. Klinisch auffällig wird die Demenz im Durchschnitt mit 55 Jahren, wobei hier auch aufgrund diagnostischer Schwierigkeiten eine große Schwankungsbreite besteht. Das für die Entwicklung der Krankheit verantwortlich gemachte Amyloid-Precursor-Protein ist auf Chromosom 21 codiert, was vermutlich durch die verstärkte Expression zu dem frühen und sehr häufigen Auftreten von Alzheimer-ähnlichen Krankheitszeichen führt.

### Lebenserwartung
Früher starben aufgrund fehlender medizinischer Behandlungsmöglichkeiten viele Menschen mit Down-Syndrom an den Folgen von Organfehlbildungen und Funktionsstörungen. Heutzutage jedoch sind diese in der überwiegenden Zahl der Fälle erfolgreich in dem Sinn zu behandeln, dass die meisten von ihnen betroffenen Menschen in Ländern mit einem effektiven Gesundheitswesen viele Jahre als Erwachsene erleben können.
Die Lebenserwartung von Europäern mit Down-Syndrom ist von durchschnittlich neun Jahren (1929) auf 60 Jahre (2004) gestiegen, insbesondere da Organfehlbildungen heutzutage in der Regel sehr gut behandelt werden können. Mittlerweile erreicht jeder zehnte Mensch mit Down-Syndrom das 70. Lebensjahr. Der älteste bekannte Mensch mit Down-Syndrom starb 2012 im Alter von 83 Jahren.

### Kindliche Entwicklung

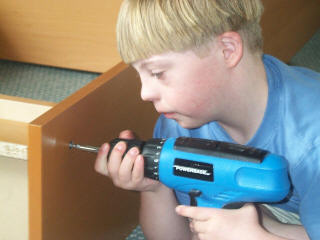
Kind mit Trisomie 21 beim Zusammenbauen eines Regals

Für gewöhnlich erfolgt die Entwicklung von Kindern mit Down-Syndrom im Vergleich zu der von Regelkindern bis zum fünften Lebensjahr etwa im halben Tempo. Dabei schreitet die kognitive Entwicklung (z. B. rezeptive Sprache/Sprachverständnis) in der Regel schneller voran als die motorische (z. B. krabbeln, sitzen, laufen). Danach kommt es meist zu einer Umkehrung.
Kinder mit Down-Syndrom brauchen mehr Zeit, um auf Reize zu reagieren, und ihre Fähigkeit zum Affektausdruck ist nicht selten deutlich reduziert.

### Sozialverhalten
Auffallend viele Menschen mit Down-Syndrom haben besondere Fähigkeiten im Bereich des Sozialverhaltens und der Emotionalität, die bereits im Kleinkindalter beobachtet werden können. So wurde in Studien festgestellt, dass „viele dieser Kinder deutliche Stärken im sozialen Funktionieren“ zeigen und „öfter eine aufgeweckte Stimmungslage haben, mehr auf Musik ansprechen und weniger anstrengend sind als gleichaltrige andere Kinder“. Dennoch können Menschen mit Down-Syndrom in ihrem Sozialverhalten und ihrer Emotionalität untereinander sehr verschieden sein. Wenn starke Einschränkungen in diesem Bereich festgestellt werden, könnte es angezeigt sein, das Kind auf eine Autismus-Spektrums-Störung abzuklären.

### Sprachentwicklung
Die meisten Menschen mit Trisomie 21 haben eine gute rezeptive Sprache (Sprachverständnis). Im Bereich der expressiven Sprache (Sprachausdruck) zeigt sich bei ihnen in der Regel jedoch eine deutliche Entwicklungsstörung sowohl im phonologischen Bereich, als auch im Vokabular und in der Grammatik. Durch Logopädie kann sie zu einem beachtlichen Teil gebessert werden. Viele Kinder nutzen zunächst das einfach gehaltene und schnell zu erlernende System der Gebärden-unterstützten Kommunikation (GuK), um sich zu verständigen.

#### Sprachentwicklung und Sprachbeeinträchtigung
Die sprachlichen Fähigkeiten bei Menschen mit Down-Syndrom sind sehr verschieden. Es besteht aber kein direkter Zusammenhang zwischen dem Umfang der Sprachbeherrschung und den sonstigen Fähigkeiten.
Ein zentrales Problem stellen unterschiedliche Formen sprachlicher Beeinträchtigungen dar. Auffällig ist zunächst eine zeitlich verzögerte Sprachentwicklung, es bestehen aber keine Abweichungen in der Abfolge der oben genannten Sprachentwicklungsstufen.
Beim Spracherwerb sind typische Abweichungen festzustellen, die im Folgenden dargestellt werden:
- frühkindliches Saug-Schluckmuster bleibt bei vielen Kindern über die ersten sechs Monate erhalten
- vorwiegend einfache vor- und rückwärts verlaufende Zungenbewegungen
- weniger kanonisches Lallen, geringere Variationen beim Lallen, verlängerte Lallsequenzen
- seltene bzw. stark verzögerte Reaktionen auf Kommunikation
- Schwierigkeit, Blickkontakt als Kommunikationsmittel einzusetzen
- verzögerte Objektpermanenz
- erste Wörter werden relativ spät gesprochen
- Aufbau des Wortschatzes ist stark verlangsamt
- Sprachverständnis entspricht den nonverbalen kognitiven Fähigkeiten
- benötigen 80–100 Wörter, um Zwei-Wort-Sätze zu bilden
- Zwei- und Mehrwortsätze werden erst zwischen dem dritten und vierten Lebensjahr gebildet
- Schwierigkeiten beim Grammatikerwerb: Telegrammstil, keine Nebensätze
- häufig ist der richtige Gebrauch von Artikeln, Präpositionen, Hilfsverben oder Zeitformen eingeschränkt

Wie auch bei Kindern ohne drittes Chromosom 21 kommt die Entwicklung der Artikulation und grammatischer Strukturen etwa mit der Pubertät zum Abschluss. Für die Sprachförderung werden aber keine Altersgrenzen angenommen.
Mit dem Down-Syndrom geht meist eine mittlere geistige Behinderung einher. Aber selbst im Falle einer schweren geistigen Behinderung ist eine basale Kommunikation durch einfühlsames Eingehen auf die individuellen lautlichen und nonverbalen Ausdrucksformen möglich.
Bei leichten und mittleren Formen geistiger Behinderung weist die sprachliche Entwicklung deutliche zeitliche Verzögerungen und qualitative Abweichungen auf, wie beispielsweise eine Einengung des Wortschatzes, dysgrammatische Formen und syntaktische Fehler. Es besteht eine ausgeprägte Diskrepanz zwischen Sprachverständnis (passiver Wortschatz) und dem Sprachvermögen (aktiver Wortschatz). Hinzukommen können diverse Formen von Artikulationsstörungen, Fehlbildung von Lauten und Silbenauslassungen (obwohl Einzellaute isoliert richtig gebildet werden können) und Redeflussstörungen. Dies führt zu einer eingeschränkten Verständlichkeit der Sprache. Viele Kinder mit Down-Syndrom entwickeln aber eine relativ gute bis normale Sprache und Sprechfähigkeit.
Durch das Down-Syndrom können Funktionsbeeinträchtigungen der Sprechorgane verursacht sein, zum Beispiel durch eine eher schlaffe und weniger bewegliche Zunge. Durch die offene Mundhaltung aufgrund einer allgemeinen Muskelhypotonie (Abnahme des Muskeltonus), durch eine deutlich erschwerte Nasenatmung und durch eine deutlich verminderte Atem-Vitalkapazität kommt es häufiger zu Infektionen und Erkältungskrankheiten. Außerdem können Fehlbildungen an Zähnen, Kiefer, Gaumen, Gaumensegel und Zunge die sprechmotorischen Grundlagen erheblich beeinflussen.
Im Bereich der Artikulation sind die syndromspezifischen Sprechprobleme vielfältig und multifaktoriell bedingt. Aufgrund von Funktionsbeeinträchtigungen der Sprechorgane, hypotoniebedingter motorischer Unzulänglichkeiten und kognitiver Beeinträchtigungen kommt es häufig zu einer mangelhaften Verständlichkeit der Sprache. Im syntaktischen und pragmatischen Bereich sind meist eine Einengung des Wortschatzes, dysgrammatische Formen und syntaktische Fehler festzustellen. Einfache Sätze können meist richtig gebildet werden, seltener werden Nebensätze gebildet.
Bei Kindern mit Down-Syndrom ist das Risiko für das Stottern deutlich erhöht. Im Gegensatz zum Stottern bei Menschen ohne Trisomie 21 spielen hier psychische Komponenten wahrscheinlich keine oder eine untergeordnete Rolle. Ein Auslöser des Stotterns ist oft nicht festzustellen, es sind aber mehrere Ursachen anzunehmen, die ungünstig zusammenwirken. Ebenso sind bei Menschen mit Down-Syndrom häufig Stimmstörungen festzustellen: Sie haben in der Regel eine eher heiser klingende und oft undeutliche Stimme.

#### Unterstützung des Spracherwerbs

##### Gebärden-unterstützte Kommunikation
Mit Hilfe Unterstützter Kommunikation können bei eingeschränkter Lautsprache alternative oder ergänzende Kommunikationsformen zur Verständigung angeboten werden. Bewährt hat sich bei Kindern mit Down-Syndrom die Nutzung der Gebärdenunterstützten Kommunikation (GuK) nach Etta Wilken.

##### Frühlesen
Das Lesenlernen für Kinder mit Down-Syndrom stellt eine besondere Hilfe für die Sprachförderung und den Spracherwerb dar, denn das übergeordnete Ziel ist nicht das Lesen selbst, sondern die Unterstützung des Sprechenlernens. So haben einige Kinder mit Down-Syndrom die Fähigkeit, relativ erfolgreich Lesen zu lernen. Daher werden sie auch als visuelle Lerner bezeichnet. Sie verstehen besser, was sie sehen, als was sie hören. Die anfänglichen Bedenken, dass diese Kinder kaum das sinnentnehmende Lesen beherrschen können, wurden widerlegt.
Das Lesenlernen erfolgt in kleinen Lernschritten. Dabei wird versucht, Fehler zu vermeiden, so dass die Kinder nicht entmutigt werden. Auch die soziale Verstärkung wird als sehr wichtig erachtet. Bevor die Kinder mit Wortkarten arbeiten, üben sie zunächst das differenzierte optische Unterscheiden und das angestrebte Lernverhalten mit normalen Bilder-Lottos, d. h. Anweisungen wie zum Beispiel „zeige“ oder „gib“ sollen verstanden und befolgt werden. Wenn die Kinder anschließend mit den Wortkarten arbeiten und deren Bedeutung nicht gleich verstehen, so werden Spiele und Übungen durchgeführt, um ihnen die Wortbedeutungen zu vermitteln. Nachdem die Kinder schließlich einen Grundwortschatz erlernt haben, erfolgt eine weitere systematische Hinführung zum eigentlichen Lesen.
Der gesamte Lernprozess erstreckt sich immer über einige Jahre. Die Anfangsstufen erfolgen meist durch die Eltern und der Abschluss des Lesenlernens zumeist im Schulalter durch den Lehrer. Oft ist es jedoch Familien nicht möglich, ein solches Programm zu Hause durchzuführen. Daher sollte das Lesenlernen bei Kindern mit Down-Syndrom auch eher als schulische Aufgabe gesehen werden. Jedoch sollte auch bedacht werden, dass gewisse Erfahrungen durch das Frühlesen für das schulische Lernen durchaus wichtig sind.
Für Schüler mit Down-Syndrom sind auch ganzheitliche Leselernmethoden besonders wichtig. Für die Leselernenden sollte das Lesen von Anfang an mit konkreter Bedeutung verbunden sein. Besonders hilfreich für das Lesenlernen bei Kindern mit Down-Syndrom ist der zusätzliche Einsatz von Lautgebärden (Handzeichen für Buchstaben). Durch die zusätzliche visuelle und motorische Darstellung wird das Erlesen und Verbinden von Buchstaben unterstützt und auch gleichzeitig das Sprechen.

### Fruchtbarkeit und Krankheitsvererbung
Zwei Drittel aller Frauen mit Down-Syndrom sind fruchtbar und können eigene Kinder bekommen. Die Wahrscheinlichkeit, dass eine Frau mit freier Trisomie 21 mit einem gesunden Mann ein Kind mit Down-Syndrom zeugt, liegt bei 50 Prozent. Auf diese Weise gezeugte Kinder ohne Behinderung weisen häufiger körperliche und kognitive Auffälligkeiten auf als Babys von Müttern ohne Zusatzchromosom 21.
Männer mit freier Trisomie 21 galten lange als unfruchtbar. Aktuelle Untersuchungen deuten darauf hin, dass die Spermien zeugungsfähig, wenngleich deutlich verlangsamt sind. Mittlerweile sind Elternschaften von Männern mit Down-Syndrom dokumentiert.
Eine Trisomie 21 ist meist nicht erblich bedingt. Nur bei der Translokations-Trisomie 21 kann in etwa 30 Prozent der Fälle eine familiäre Disposition nachgewiesen werden, nämlich dann, wenn ein oder beide Elternteile Träger einer sogenannten Balancierten Translokation eines 21. Chromosoms sind:
Obwohl das Karyogramm der betreffenden Person in Anzahl und Struktur der Chromosomen vom Üblichen abweicht (zu erkennen sind 45 statt 46 einzelne Chromosomen, eines ist aufgrund der Translokation länger als sonst), sind die Erbinformationen balanciert (= ausgeglichen), und es tritt kein Down-Syndrom auf. Die Besonderheit bei der Balancierten Translokation eines 21. Chromosoms besteht darin, dass eines der beiden Chromosomen 21 seinen Platz gewechselt und sich an ein anderes Chromosom angelagert hat. Dadurch steigt die Wahrscheinlichkeit, dass das unüblich angelagerte Chromosom 21 bei der Zellteilung mit in die neue Zelle gelangt, die dann drei statt zwei Chromosomen 21 besitzt.
Wenn ein Elternteil Träger einer balancierten Translokation ist, bei der sich ein Chromosom 21 an eines der Nummern 13, 14, 15 oder 22 geheftet hat, liegt die Wahrscheinlichkeit dafür, dass das Paar ein Kind mit der jeweiligen Translokations-Trisomie 21 (21/13, 21/14, 21/15 bzw. 21/22) bekommt, theoretisch bei 25 Prozent. Allerdings ist die tatsächliche Häufigkeit niedriger, z. B. bei der Robertson-Translokation 21/14 liegt sie bei 1–15 %.

### Krebserkrankungen
Generell kann das Spektrum der bei Menschen mit Down-Syndrom auftretenden Tumoren als recht spezifisch angesehen werden. Während eine Verminderung des Auftretens von Karzinomen im Erwachsenenalter auffällt, ist das Leukämierisiko vor allem im Kindesalter überdurchschnittlich hoch: Die akute Megakaryoblastenleukämie (akute myeloische Leukämie, megakaryoblastischer Subtyp/AMkL) ist die Form von Leukämie, die am häufigsten bei jüngeren Kindern mit Down-Syndrom auftritt. Ihr Risiko, an Leukämie zu erkranken, ist gegenüber dem Durchschnitt um das 20fache erhöht, was eine Auftretenshäufigkeit von 1:100 bedeutet. Im Gegensatz zu Regelkindern sprechen Kinder mit zusätzlichem Erbmaterial des 21. Chromosoms jedoch meist besser auf eine Behandlung mittels Chemotherapie an, ihre Heilungs- und Überlebenschancen sind deutlich höher und Rückfälle seltener. Bei einer Studie wurde herausgefunden, dass für dieses Phänomen offenbar eine bestimmte Genmutation, die sogenannte GATA1-Mutation, verantwortlich ist, genauer gesagt das 40 kDa GATA1-Protein. Es bedingt eine verbesserte Wirksamkeit der Medikation. Daher liegt es wahrscheinlich genau an dieser Mutation, dass Kinder mit einer Trisomie 21 deutlich häufiger diese Form von Leukämie bekommen, welche aber durch ebendiese Mutation auch erfolgversprechender behandelt werden kann.
Abgesehen von dem erhöhten Leukämie-Risiko sind Menschen mit Down-Syndrom unterdurchschnittlich anfällig für andere Formen von Krebserkrankungen. Sechs unabhängig voneinander durchgeführte Studien belegen, dass z. B. Neuroblastome, Nephroblastome, Unterleibskrebs, Magenkrebs, Darmkrebs und Brustkrebs sehr selten auftreten: „Verglichen nach Alter und Geschlecht ist die Wahrscheinlichkeit für eine Person mit Down-Syndrom, an irgendeiner Form von Gewebekrebs zu sterben, um 50- bis 100-mal niedriger“ als üblich. Das Risiko, an Brustkrebs zu erkranken, ist bei Trisomie 21 z. B. um das etwa Zehnfache geringer als in der Durchschnittsbevölkerung.
Diese unterdurchschnittliche Anfälligkeit für Krebs beruht auf der Hemmung der Nährstoff- und Sauerstoffzufuhr von Tumorzellen. Das Gen DSCR1 codiert ein Protein, das an das Enzym Calcineurin bindet. Dadurch tritt Calcineurin nicht wie üblich mit Zellen der Blutgefäßwände in Kontakt, so dass diese kaum neue Blutgefäße bilden. Die beiden auf Chromosom 21 befindlichen Gene DSCR1 und DYRK1A wirken somit krankhaften Gewebewucherungen entgegen.

### Epilepsie
Die Wahrscheinlichkeit für einen Menschen mit Trisomie 21, eine Form der Epilepsie zu entwickeln, liegt bei etwa fünf bis zehn Prozent. Damit ist ihre Anfälligkeit für Epilepsie im Vergleich zum Bevölkerungsdurchschnitt um das bis zu Zehnfache erhöht. In der Gruppe der Menschen mit geistiger Behinderung stellen Menschen mit Down-Syndrom jedoch eine Gruppe mit recht geringer Epilepsierate dar.
Kritische Lebensabschnitte für die Entwicklung einer Epilepsie sind bei Menschen mit Trisomie 21 die ersten beiden Lebensjahre sowie das vierte und fünfte Lebensjahrzehnt: Das West-Syndrom mit Beginn im Säuglingsalter und generalisierte tonisch-klonische und myoklonische Anfälle im fortgeschrittenen Erwachsenenalter als Spätepilepsie sind dabei am häufigsten. Altersunabhängige Reflexepilepsie, ausgelöst durch einen bestimmten Reiz (z. B. Flackerlicht, Schreckreize durch unerwartete Berührungen, Geräusche o. ä.), ist die dritthäufigste Anfallsform bei Menschen mit Down-Syndrom. Fieberkrämpfe kommen dagegen bei Kindern mit Down-Syndrom deutlich seltener vor als bei nicht behinderten Kindern. Die Gründe hierfür sind bislang nicht bekannt.
Bei durchschnittlich einem bis fünf von 100 Kindern mit Down-Syndrom tritt im Säuglingsalter das West-Syndrom, eine besondere Form von Epilepsie, auf. Während dieser Typus bei den meisten Kindern ohne die dem Down-Syndrom zugrundeliegende Chromosomenbesonderheit vergleichsweise schwer erfolgreich zu behandeln ist, kann bei Kindern mit einer Trisomie 21 vielfach ein deutlich milderer Verlauf und eine bessere Ansprechbarkeit auf Medikamente beobachtet werden. EEG-Aufzeichnungen zeigen bei ihnen häufig mehr Symmetrie und weniger Auffälligkeiten, und obgleich nicht alle Kinder durch medizinische Behandlung Anfallsfreiheit erlangen, entwickeln Kinder mit Down-Syndrom im Anschluss an das West-Syndrom seltener das Lennox-Gastaut-Syndrom oder andere Formen von Epilepsie als Kinder ohne den dreifachen Satz des 21. Chromosoms.

## Therapiemethoden
Therapiemethoden, die häufig bei Kindern mit Down-Syndrom angewandt werden, um die Ausbildung ihrer Fähigkeiten optimal zu unterstützen, sind heilpädagogische Frühförderung, Ergotherapie, Psychomotorik, Krankengymnastik (häufig nach den Methoden von Bobath und/oder Vojta) und die Orofaziale Therapie nach Castillo Morales.
Durch eine geringe Spannung in der Zungenmuskulatur können Down-Syndrom-Patienten ihre Zunge weit hervorstrecken. So wirkt es, als ob die Zunge nicht ganz in den Mund hineinpasse. Durch Training von Zunge und Gesicht (zum Teil unterstützt durch eine sogenannte Gaumenplatte beziehungsweise Stimulationsplatte) lässt sich die Muskulatur soweit kräftigen, dass die Zunge wie üblich im Inneren des Mundes verbleibt. Nicht jedes Kind mit Down-Syndrom benötigt die orofaziale Therapie und auch nur ein Bruchteil dieser Kinder die Anwendung einer Gaumenplatte.
Für viele Menschen mit Down-Syndrom hat sich zudem die Nutzung von Angeboten der tiergestützten Therapie, z. B. in Form des heilpädagogischen Reitens, als förderlich erwiesen.

## Lebensgestaltung
Heute gibt es im westeuropäischen Kulturraum viele Möglichkeiten der Lebensgestaltung im Erwachsenenalter für Menschen mit Trisomie 21, wie z. B. Wohngemeinschaften mit individueller Assistenz oder Werkstätten für Menschen mit Behinderung. Menschen mit Down-Syndrom leben heute auch in ihrer eigenen Wohnung im Betreuten Wohnen und werden dort entsprechend ihrem Hilfebedarf unterstützt. Kinder, Jugendliche und Erwachsene mit Trisomie 21 können auf verschiedenen Gebieten (Sprache, Motorik, Kulturtechniken usw.) von unterschiedlichen Hilfen und Anregungen profitieren und ihren Beitrag in der Gesellschaft leisten. Viele Menschen mit Down-Syndrom erzielen je nach individuellen Interessen und erhaltener Förderung und Forderung beachtliche Erfolge, beispielsweise im Bereich der Musik, des Theaterspiels oder der Malerei bzw. des bildnerischen Gestaltens. Sie pflegen unterschiedliche Hobbys, die sich wie bei anderen Menschen auch an individuellen Interessen orientieren. Auch im Bereich der sportlichen Leistungen sind viele Menschen mit Down-Syndrom erfolgreich. So findet in Deutschland seit 2003 z. B. jährlich mindestens ein Down-Sportlerfestival statt, bei dem sich regelmäßig mehrere hundert Menschen mit Down-Syndrom ab dem Alter von vier Jahren in Wettbewerbssportarten messen können.

### Schulbesuch und Ausbildung
Bis heute besuchen Kinder mit Down-Syndrom meistens eine Schule für geistig Behinderte. Aber auch Lernbehindertenschulen, andere Förderschulen und Integrationsklassen an Regelschulen können Schüler mit Down-Syndrom aufnehmen. Die meisten Kinder können heutzutage mit den nötigen Hilfen Lesen und Schreiben erlernen und erwerben Grundkenntnisse im Rechnen.
Teilweise erwerben Menschen mit Trisomie 21 Regelschulabschlüsse, in zunehmendem Maße ergreifen sie Regelberufe in der freien Wirtschaft. Weltweit sind bislang nur Einzelfälle bekannt geworden, in denen sie eine Universität besuchen oder diese gar erfolgreich abschließen konnten. Zu medialer Aufmerksamkeit gelangten der Spanier Pablo Pineda und die Japanerin Aya Iwamoto.
Unterstützt durch einen Tutor besuchte Pablo Pineda eine Regelschule, studierte in Málaga Psychopädagogik (mit Abschluss 2004) und hatte zuvor ein Diplom als Grundschullehrer gemacht. Danach arbeitete er für Málagas Sozialdienst als Berater für Familien, in denen ein Kind mit Behinderung lebt, und seit März 2009 an einer Schule in Córdoba. Seit 2010 hält Pineda weltweit Vorträge für die Fundacion Adecco, die sich für die Integration Behinderter einsetzt. Im Herbst 2013 moderierte er die Sendung Piensa en positivo (deutsch: Denk positiv) im zweiten Programm des spanischen Fernsehens, La 2.
Aya Iwamoto (* 1973) schloss 1998 an der Frauenuniversität Kagoshima (heute: Shigakukan-Universität) das Studium der englischen Literatur ab. Gewürdigt wurde ihre Leistung in der Rede des Präsidenten der Universität an den Abschlussjahrgang: „Das muss Hoffnung geben und Menschen mit der gleichen Behinderung ermutigen.“ Sie arbeitet als Übersetzerin von Kinderbüchern.

### Down-Syndrom im öffentlichen Leben
Das von vielen Vereinen, Verbänden, Eltern und nicht zuletzt von den Menschen mit Down-Syndrom selbst angestrebte Ziel der vollständigen gesellschaftlichen Integration und der vorbehaltlosen Akzeptanz ist noch nicht erreicht. Es wurde bei einer Studie von Lümkemann (2001) herausgefunden, dass sich die Mehrzahl der Eltern eines Kindes mit Down-Syndrom (72 Prozent der befragten Mütter, 100 Prozent der befragten Väter) nach der Geburt mit der Frage konfrontiert sieht, warum man keine pränatale Diagnostik in Anspruch genommen hätte. Die Entwicklung und innergesellschaftliche Festigung von Vorbehalten dieser Art erschweren die Bemühungen um Akzeptanz und Integration von Menschen mit Down-Syndrom erheblich. Viele Vereine, Stiftungen und Eltern versuchen, diesen Tendenzen durch Öffentlichkeitsarbeit und Aufklärungskampagnen entgegenzuwirken.
Insbesondere das Engagement von Menschen, die als Prominente einer breiten Öffentlichkeit bekannt sind, ist dabei regelmäßig hilfreich. Beispielsweise engagierten sich im Rahmen der Deutschen-Down-Syndrom-Wochen 2005 Felicitas Woll (Schauspielerin, unter anderem „Lolle“ in der Fernsehserie Berlin, Berlin), Christoph Schlingensief (unter anderem Film- und Theaterregisseur), Ulrike Folkerts (Tatort-Schauspielerin), Pia Wunderlich und Silke Rottenberg (Spielerinnen in der deutschen Fußballnationalmannschaft der Frauen) sowie Irene Fischer und Joachim Hermann Luger (Lindenstraßen-Schauspieler) für Menschen mit Trisomie 21, indem sie an einer Posterkampagne des DS-Infocenters teilnahmen. Die Plakate wurden im Oktober 2005 veröffentlicht und sollen verdeutlichen, dass vieles, was an Menschen mit Down-Syndrom anders oder seltsam erscheint, im Grunde ganz normal ist und bei jedem Menschen vorkommt.
1974 wurde vom ZDF die siebenteilige Serie Unser Walter ausgestrahlt, in der das Aufwachsen eines Menschen mit Down-Syndrom bis zu seinem 21. Lebensjahr dargestellt wird. Die Folge Geboren, um zu sterben (Original: For Love of Joshua) der Serie Quincy (1982) beschäftigt sich mit dem Thema Down-Syndrom und porträtiert sowohl eine Pflegefamilie mit sechs betroffenen Kindern (Tyne Daly als Pflegemutter) als auch ein ohne Operation verstorbenes Kind mit Down-Syndrom, über dessen mögliche Lebensperspektiven ausführlich diskutiert wird.
Alles Okay, Corky? (1989–1993) war die erste Serie, in der ein Schauspieler mit Trisomie 21 die Hauptrolle übernahm. Mittlerweile sind häufiger Schauspieler in Fernseh- und Kinoproduktionen zu sehen, die das Down-Syndrom haben. Insbesondere in Deutschland wurde Rolf „Bobby“ Brederlow durch diverse Rollen in Fernsehfilmen und -serien bekannt, etwa Bobby, Tatort und Liebe und weitere Katastrophen. Brederlow unterstützte die Kampagne Du bist Deutschland. In Österreich war Christian Polster Hauptdarsteller in drei Filmen von Niki List. Weitere bekannte und erfolgreiche Produktionen, in denen Menschen mit Down-Syndrom mitspielen, sind die Fernsehserien Lindenstraße, Hospital der Geister und Kingdom Hospital sowie die Spielfilme Mein Bruder, der Idiot, Florian – Liebe aus ganzem Herzen und Schlafes Bruder.

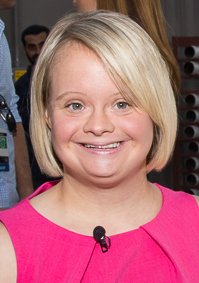
Lauren Potter bei den Special Olympics 2015

Filme, in denen Menschen mit Down-Syndrom die Hauptrolle spielen, sind unter anderem Am achten Tag mit Pascal Duquenne, Das Mädchen und der Zauberer (Israel, 1993) mit einem 16-jährigen weiblichen Teenager, Me too – Wer will schon normal sein?, ein spanischer Liebesfilm aus dem Jahr 2009, der sich an der Lebensgeschichte Pablo Pinedas orientiert, der die Hauptrolle selbst spielt, Be my Baby mit Carina Kühne, So wie du bist von Wolfgang Murnberger (2011) und The Peanut Butter Falcon (2019) mit Zack Gottsagen in der Rolle eines 22-Jährigen mit Down-Syndrom, der Wrestler werden möchte. In den Vereinigten Staaten hat Lauren Potter dem Syndrom in der Fernsehserie Glee über 56 Episoden hinweg (2009–2015) ein populäres Gesicht gegeben. Der 2016 uraufgeführte deutsche Spielfilm 24 Wochen thematisiert den Schwangerschaftsabbruch durch Fetozid nach der vorgeburtlichen Diagnose des Down-Syndrom.
Der 21. März wurde auf Anregung von Erik de Graaf, dem Gründer der niederländischen Stiftung Stichting Down Syndrome (SDS), von der European Down Syndrome Association (EDSA) zum Welt-Down-Syndrom-Tag erklärt. Das Datum wurde gewählt, da der 21. Tag das 21. Chromosom symbolisieren soll und der März als dritter Monat des Jahres für die Verdreifachung des Chromosomenmaterials stehen kann. Mit vielfältigen Aktionsprogrammen wurde er erstmals 2006 realisiert, seit 2012 ist der Aktionstag offiziell von den Vereinten Nationen anerkannt. 2014 wurde anlässlich des Tages der Kurzfilm Dear Future Mom veröffentlicht.

## Länderspezifische Situation
Ein hoher medizinischer und pädagogischer Standard und ein verbessertes Wissen um Entwicklungsmöglichkeiten der Menschen mit Down-Syndrom ermöglicht ihnen in vielen Ländern ein relativ normales, in die Gesellschaft zunehmend gut integriertes, gesundes und langes Leben zu führen. In bestimmten Regionen besteht diese Möglichkeit noch nicht oder nur teilweise.

### Bosnien-Herzegowina
Das Informations- und Hilfsangebot für Eltern von Kindern mit Down-Syndrom in Bosnien-Herzegowina ist gering. Die meisten Kinder wachsen ohne Förderung auf, Krankengymnastik beispielsweise wird nur in Einzelfällen in Anspruch genommen. Unter dem Motto „Open your eyes!“ fand im September 2006 im Olympiastadion von Sarajevo die Gründungsfeier von „Down Sy“, des ersten Down-Syndrom-Vereins des Landes, statt, gegründet aus der Initiative einiger Eltern von Kindern mit Trisomie 21.

### China, Volksrepublik
Gesetzlich festgeschrieben ist in der Volksrepublik China, dass lebend geborene Kinder mit Down-Syndrom aufgezogen werden müssen. Die Ein-Kind-Regelung galt bis zu ihrer Beendigung im Oktober 2015 nach ärztlich bestätigter Diagnose nicht. Eltern eines Kindes mit Down-Syndrom hatten damals schon das Recht auf ein weiteres Kind. Bis auf sporadische Ausnahmen werden Kinder mit Trisomie 21 nach der Geburt im Krankenhaus gelassen und im Falle des Überlebens in Heime gegeben. Eltern, die sich dazu entschließen, ihr Kind selbst aufzuziehen, sehen sich meist sowohl mit gesamtgesellschaftlichen als auch mit innerfamiliären Widerständen konfrontiert. Frühförderung gibt es nicht, Schulbildung wird für Kinder mit Behinderung meist als nebensächlich erachtet, medizinische Interventionen müssen oftmals schwer erkämpft und komplett selbst gezahlt werden wie beispielsweise Herzoperationen. Die Sterberate im Kindesalter ist entsprechend hoch. In der Zeitschrift Leben mit Down-Syndrom wurde 2003 von Zuständen „ähnlich wie in Europa vor fünfzig Jahren“ gesprochen.

### Malta
Im Jahr 2003 lebten 450 Menschen mit Down-Syndrom auf der Insel Malta. Die Kinder wachsen in der Regel zweisprachig auf (Maltesisch und Englisch) und leben oft bis ins fortgeschrittene Erwachsenenalter bei ihrer Familie. Ältere und betagte Menschen wohnen meist in kirchlich oder staatlich getragenen Heimen, im Seniorenalter nicht selten auch in Regeleinrichtungen. Auf Malta gibt es ein Down-Syndrom-Center. Es dient als Begegnungsstätte, und dort werden Therapien und Informationsveranstaltungen angeboten.

### Norwegen
Norwegen hat ein großes und breit gefächertes Angebot an Hilfsmöglichkeiten. Sondereinrichtungen gibt es nicht; die volle Integration in die Gesellschaft besteht größtenteils. Durch ein Überangebot an Hilfen und die Dauerbegleitung von Helfern könne die Entwicklung der Selbständigkeit teils gehemmt werden, meinen Kritiker.

### Polen
Die erste Selbsthilfegruppe für Eltern von Kindern mit Down-Syndrom wurde in Polen im Jahr 1995 gegründet. Bis dahin gab es kaum einschlägige Literatur in polnischer Sprache.

### Rumänien
Im Jahr 2001 fand in Rumänien die erste Down-Syndrom-Konferenz statt. Im Jahr 2002 wurde erstmals rumänische Literatur mit Basiswissen über Trisomie 21 veröffentlicht. Allerdings hat Rumänien Bestrebungen angestellt, um mittels Kontakt zu anderen Ländern Informationsdefiziten entgegenzutreten. In der Stadt Băilești gibt es seit wenigen Jahren eine Schule speziell für Kinder mit Down-Syndrom, die Centrul Teodora.

### Russland
In Russland wird immer noch den Eltern nach der Geburt eines Kindes mit Behinderung, so auch im Falle eines Down-Syndroms, geraten, den Säugling in ein Heim zu geben. Durch unzureichende personelle und materielle Ausstattung, Mangelernährung, unhygienische Zustände, wenig Bewegungsfreiheit und so gut wie keine pädagogische Zuwendung, Förderung und Therapie lernen die wenigsten Kinder mit Down-Syndrom das Laufen und Sprechen. Die meisten versterben im Kindesalter, da sie medizinisch kaum oder nur ungenügend behandelt werden. Eine Schulbildung ist wenn überhaupt nur für leicht beeinträchtigte Kinder und Jugendliche vorgesehen, und Arbeitsmöglichkeiten für erwachsene Menschen mit Behinderung sind nur sporadisch vorhanden.

### Slowenien
Im Jahr 1997 gründete sich in Slowenien innerhalb der Vereinigung Sozitje, einem Verein für Menschen mit geistiger Behinderung, eine Elterngruppe, die bis mindestens 2003 die landesweit einzige Down-Syndrom-Selbsthilfegruppe war. Durch EU-Fonds unterstützt hat sie erreicht, dass für die Kinder der Mitglieder (ca. 120 im Jahr 2003) drei Jahre lang Frühförderung angeboten wird.

### Spanien
Spanien nimmt bei der schulischen Integration von Kindern mit Down-Syndrom in Europa eine Vorreiterrolle ein: Im Jahr 2003 besuchten bereits 85 Prozent der Kinder eine Regelschule, und nur 15 Prozent wurden sonderbeschult. Allerdings lag die Rate derjenigen Menschen mit Trisomie 21, die nach dem Schulbesuch ins reguläre Arbeitsleben integriert wurden, bei lediglich drei Prozent.
Im Jahr 2013 wurde Ángela Bachiller Stadträtin von Valladolid und damit erste Person mit Down-Syndrom die in Spanien für ein politisches Amt gewählt wurde.
Seit September 2023 gibt es mit Mar Galcerán eine Abgeordnete mit Down-Syndrom im Corts Valencianes und damit in einer parlamentarischen Funktion, die über Regionalpolitik hinausgeht.

### Südafrika
Im Jahr 2012 fand in Südafrika zum ersten Mal der Welt-Down-Syndrom-Kongress auf dem afrikanischen Kontinent in Kapstadt statt. Das Information- und Hilfsangebot für Eltern von Kindern mit Down-Syndrom ist von staatlicher Seite gering. Beschulungskonzepte sind nicht ausreichend vorhanden. Im Land existiert der Dachverband Down Syndrome South Africa (DSSA) mit Niederlassungen in fast allen Provinzen. Der National Down Syndrome Day findet jährlich am 20. Oktober statt. Eine Beschulung von Kindern mit Down-Syndrom in Südafrika ist bis heute schwierig und nicht verpflichtend. Der Wunsch der Beschulung von Kindern mit Down-Syndrom wird nicht staatlich unterstützt und ist oft nur nach starken persönlichen Bemühungen und mit privaten finanziellen Mitteln möglich. Die Themen Frühförderung und Inklusive Beschulung (Inclusive Education) werden seit dem Jahr 2010 intensiv in der Provinz Westkap durch einen neuen Verband propagiert. Die Down Syndrome Inclusive Education Foundation (DSIEF) ist eine Nichtregierungsorganisation und gründete im Jahr 2011 das erste Projekt zur Beschulung von Kindern mit Down-Syndrom in Regelkindergärten im Süden von Kapstadt. Im Januar 2017 wurde ein Satellitenprojekt in Paarl etabliert. Es handelt sich um die ersten und bisher einzigen Projekte in Südafrika, in denen eine gezielte Frühförderung von Kindern in Regelschulen mit Individual Education Plan (IEP) angeboten wird. Das eingesetzte Lernkonzept namens Early Impact Programme basiert auf international etablierten didaktischen Konzepten und Lerntechniken. Es wird seit 2010 in englischsprachigen integrativen Kindergärten und Vorschulen eingesetzt. Die Planung der DSIEF zielt auf die Schaffung eines entsprechenden Grundschulprojekts im Jahr 2021.

### Vereinigte Staaten
In den USA haben Adoptionsagenturen für Kinder mit Down-Syndrom, die vor wenigen Jahren noch als schwer- oder unvermittelbar galten, heute lange Wartelisten. Darüber hinaus besuchen Kinder mit Trisomie 21 oft öffentliche Regelschulen und bekommen an der High School den Universitätszugang mit individuell angepassten Lernzielen. In den USA wird Down-Syndrom von vielen Menschen mittlerweile „als ein zu bewältigender Unterschied aufgefasst und nicht mehr als ein unüberwindbares Problem“.